# Репка, Аттила
Аттила Репка (венг. Repka Attila; род. 10 января 1968, Мишкольц) — венгерский борец греко-римского стиля, чемпион Олимпийских игр, призёр чемпионатов мира, четырёхкратный чемпион Европы, десятикратный чемпион Венгрии (1987, 1989, 1990—1996 по греко-римской борьбе и 1987 года по вольной борьбе) 

## Биография
Начал заниматься борьбой в 1978 году. До 1987 года боролся на юниорских соревнованиях, выиграв несколько национальных титулов. В 1985 году занял седьмое место на чемпионате Европы среди юниоров. В 1986 году стал чемпионом мира среди юниоров по греко-римской борьбе и бронзовым призёром чемпионата мира среди юниоров по вольной борьбе. В том же году в возрастной категории espoir стал бронзовым призёром чемпионата Европы по вольной борьбе и после этого выступал в международных соревнованиях только в греко-римской борьбе. В 1986 же году занял четвёртое место на розыгрыше Кубка мира уже среди взрослых. В 1987 году стал чемпионом Венгрии и по греко-римской, и по вольной борьбе, занял третье место на турнире Золотой Гран-при, шестое на чемпионате Европы, пятое на чемпионате мира в возрастной категории espoir, девятое на регулярном чемпионате мира, восьмое на Гала Гран-при FILA. В 1988 году в первый раз стал чемпионом Европы и победил на Гала Гран-при FILA.
На Летних Олимпийских играх 1988 года в Сеуле боролся в категории до 68 килограммов (лёгкий вес). Участники турнира, числом в 30 человек в категории, были разделены на две группы. За победу в схватках присуждались баллы, от 4 баллов за чистую победу и 0 баллов за чистое поражение. В каждой группе определялись четыре борца с наибольшими баллами (борьба проходила по системе с выбыванием после двух поражений) и они разыгрывали между собой места с первое по восьмое. Победители групп встречались в схватке за первое-второе места, занявшие второе место — за третье-четвёртое места и так далее. Аттила Репка смог пробиться в четвёрку лучших в группе и в схватке за седьмое место проиграл, оставшись восьмым.
| Круг               | Соперник           | Страна   | Результат | Основание                       | Время схватки |
| ------------------ | ------------------ | -------- | --------- | ------------------------------- | ------------- |
| 1                  | -                  | -        | -         | 4 балла                         |               |
| 2                  | Ёжи Копаньский     | Польша   | Поражение | 0-4 (0 баллов)                  |               |
| 3                  | Георги Караманлиев | Болгария | Победа    | Пассивность соперника (3 балла) | 5:10          |
| 4                  | Сюмер Кочак        | Турция   | Победа    | Пассивность соперника (3 балла) | 3:35          |
| 5                  | Петрича Караре     | Румыния  | Поражение | 0-1 (0 баллов)                  |               |
| Финал (за 7 место) | Мортен Брекке      | Норвегия | Поражение | 5-6 (3 балла)                   |               |

В 1989 году был третьим на Гран-при Германии, пятым на чемпионате мира и во второй раз победил на чемпионате Европы. В 1990 году был третьим на Гран-при Германии и чемпионате мира, четвёртым на чемпионате Европы. В 1991 году был бронзовым призёром чемпионата Европы и лишь 11-м на чемпионате мира. В 1992 году последовательно завоевал серебряные медали на Золотом Гран-при, Гран-при Германии и чемпионате Европы.
На Летних Олимпийских играх 1992 года в Барселоне боролся в категории до 68 килограммов (лёгкий вес). Участники турнира, числом в 19 человек в категории, были разделены на две группы. Регламент, в основном, остался прежним, только в финальные схватки из группы выходили по пять лучших спортсменов в группе. Аттила Репка уверенно прошёл весь турнир, и в напряжённой финальной схватке вырвал золотую медаль у Ислама Дугучиева, выступавшего за Объединённую команду.
| Круг  | Соперник       | Страна                    | Результат | Основание      | Время схватки |
| ----- | -------------- | ------------------------- | --------- | -------------- | ------------- |
| 1     | Стоян Стоянов  | Болгария                  | Победа    | 4-1 (3 балла)  |               |
| 2     | Нандор Сабо    | Индивидуальный атлет      | Победа    | 10-1 (3 балла) |               |
| 3     | Петрича Караре | Румыния                   | Победа    | 6-0 (3 балла)  |               |
| 4     | Гани Ялуз      | Франция                   | Победа    | 6-0 (3 балла)  |               |
| 5     | Родни Смит     | Соединённые Штаты Америки | Победа    | 10-0 (3 балла) |               |
| 6     | -              | -                         | -         | -              |               |
| Финал | Ислам Дугучиев | Объединённая команда      | Победа    | 1-0 (0 баллов) | 5:38          |

В 1993 году был шестым на Гран-при Германии, в 1994 стал трёхкратным чемпионом Европы, в 1995 году серебряным призёром чемпионата мира. В 1996 году стал четырёхкратным чемпионом Европы.
На Летних Олимпийских играх 1996 года в Атланте боролся в категории до 68 килограммов (лёгкий вес). После первого круга, борцы делились на две таблицы: победителей и побеждённых. Победители продолжали бороться между собой, а побеждённые участвовали в утешительных схватках. После двух поражений в предварительных и классификационных (утешительных) раундах, борец выбывал из турнира. В ходе турнира, таким образом, из таблицы побеждённых убывали дважды проигравшие, но она же и пополнялась проигрывающими из таблицы победителей. В конечном итоге, определялись восемь лучших борцов. Не проигравшие ни разу встречались в схватке за 1-2 место, выбывшие в полуфинале встречались с победителями утешительных схваток и победители этих встреч боролись за 3-4 места и так далее. В категории боролись 22 спортсмена. Проиграв две схватки, Аттила Репка из турнира выбыл.
| Круг                       | Соперник        | Страна  | Результат | Основание       | Время схватки |
| -------------------------- | --------------- | ------- | --------- | --------------- | ------------- |
| 1                          | Рышард Вольны   | Польша  | Поражение | 1-6 (1 балл)    | 5:00          |
| 2-й классификационный круг | -               | -       | -         | -               | -             |
| 3-й классификационный круг | Валерий Никитин | Эстония | Поражение | Туше (0 баллов) | 2:03          |

После игр окончил карьеру, перешёл на тренерскую работу. С 2006 года был тренером сборной Венгрии и тренером клуба Diósgyőri .
По профессии повар. Ещё во время карьеры занялся политикой. В 1994 и 1998 годах избирался депутатом в Национальное Собрание Венгрии от партии Фидес — Венгерский гражданский союз. С 2002 года политик местного уровня.